# Litauisches Kunstmuseum

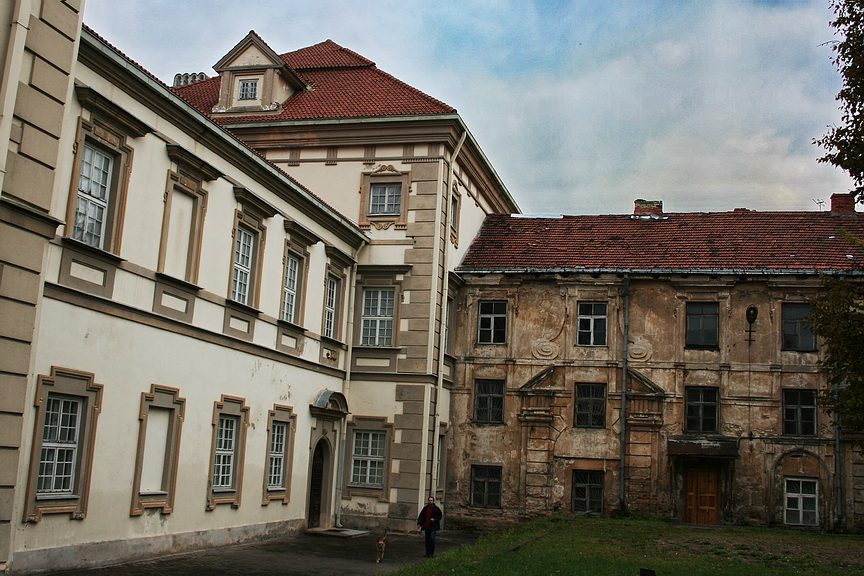
Der Radziwiłł-Palast in Vilnius

Das Litauische Kunstmuseum (litauisch Lietuvos dailės muziejus) wurde ursprünglich 1933 als Stadtmuseum von Vilnius (damals: Wilno) gegründet. Heute beherbergt es mit über 40.000 Gemälden und Zeichnungen die größte litauische Kunstsammlung und verwaltet verschiedene Museumsfilialen.

## Geschichte
Die Ursprünge des Kunstmuseums können auf den Beginn des 20. Jahrhunderts zurückgeführt werden, als dem Ende des Verbotes der litauischen Schrift im Russischen Reich eine Welle neu erwachten Interesses an Kunst und Kultur folgte. Zahlreiche Kunstausstellungen dieser Zeit überließen ihre Werke der Litauischen Kunstgesellschaft, die daraufhin Pläne für eine dauerhafte Einrichtung entwickelte. Dieses Vorhaben wurde durch den Ersten Weltkrieg gestört.
In den Zwischenkriegsjahren wurden die Pläne erneut in Angriff genommen. 1933 beschloss der Magistrat von Wilno, ein Stadtmuseum einzurichten. Kunstwerke wurden in verschiedenen Gebäuden der Stadt gesammelt und aufbewahrt, waren aber vorderhand der Öffentlichkeit nicht zugänglich. Erst im April 1941 fanden erste Ausstellungen statt; das Museum hieß damals und bis 1966 Staatliches Kunstmuseum Vilnius.
Im Januar 1997 gewährte die litauische Regierung dem Museum seinen derzeitigen Status als überregionales Museum; es untersteht nun dem Kultusministerium.

## Zweigstellen

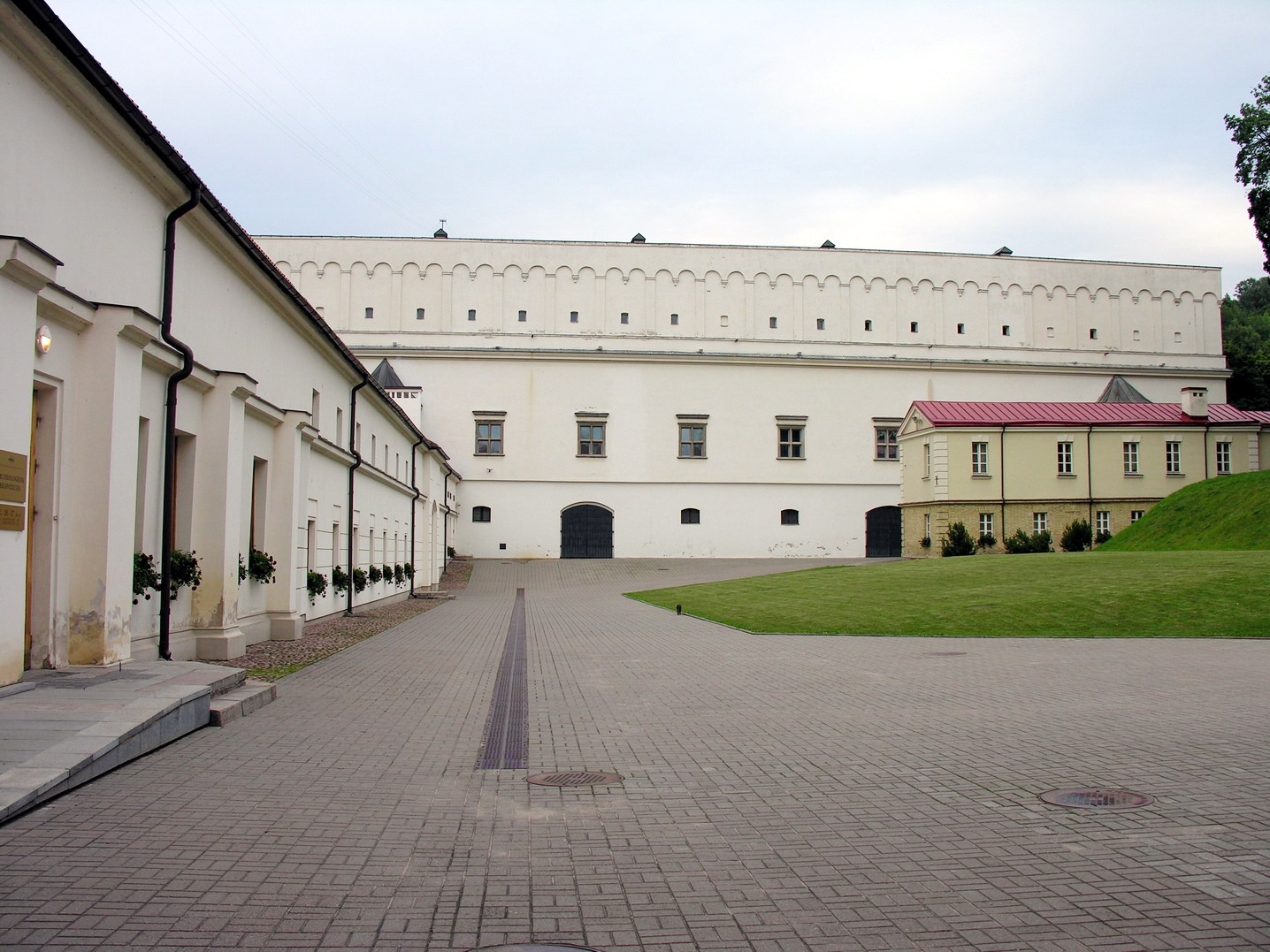
Hof des Museums für angewandte Kunst

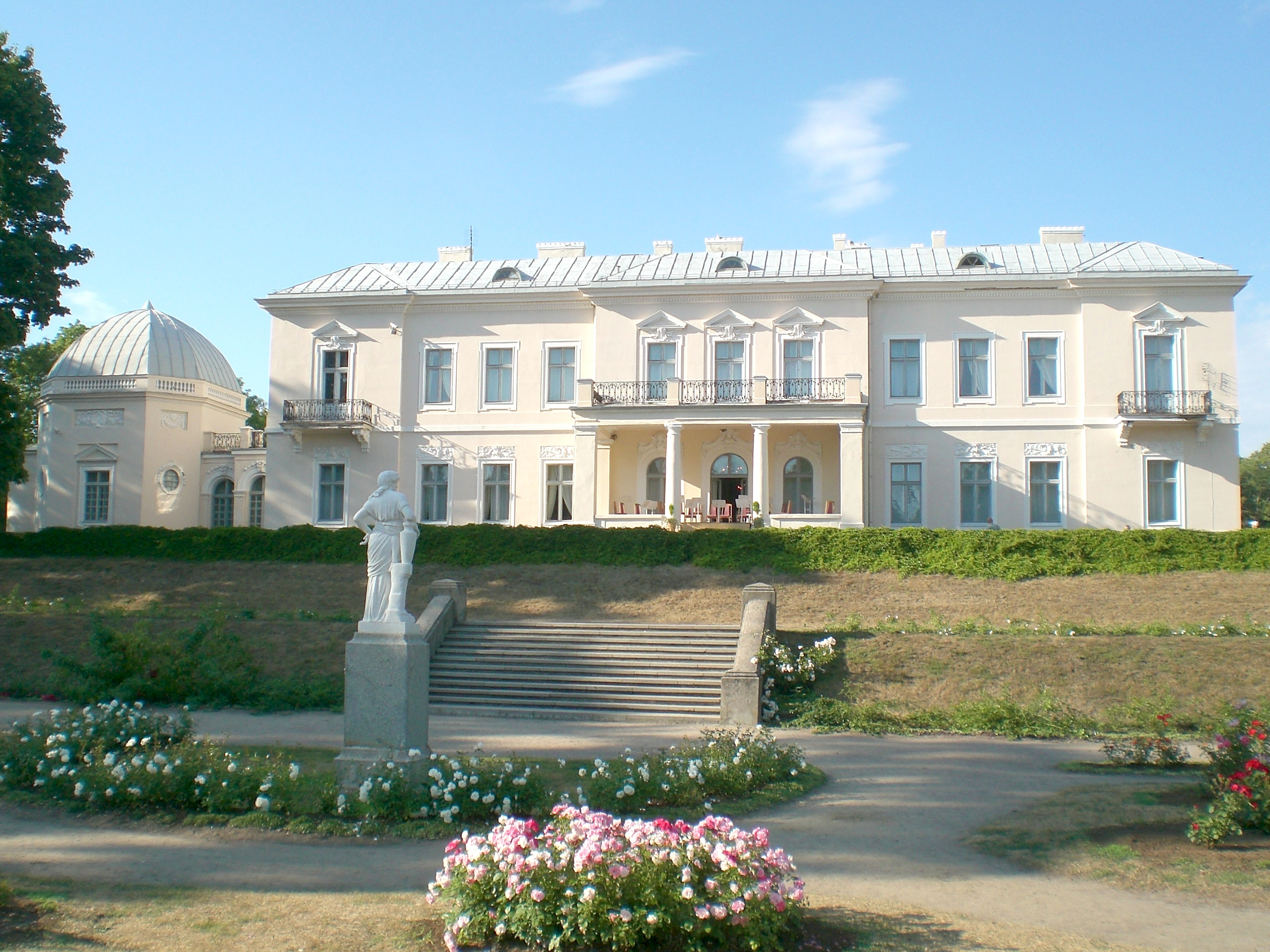
Bernsteinmuseum in Palanga

Zum Museum gehören die Nationalgalerie, die Bildergalerie, das Museum für angewandte Kunst im Alten Arsenal der Unterburg und der Radziwiłł Palast (alle in Vilnius), das Bernsteinmuseum in Palanga, die Pranas-Domšaitis-Galerie und das Uhrenmuseum in Klaipėda und der Ausstellungssaal in Juodkrantė.

## Sammlungen
Die Ausstellungen des Museums umfassen etwa 2.500 Gemälde aus dem 16. bis 19. Jahrhundert, diese bestehen hauptsächlich aus Abbildungen von Adligen und dem Klerus aus dem Großfürstentum Litauen und religiösen Arbeiten aus Litauens Kirchen und Klöstern. Daneben werden 8.000 Zeichnungen italienischer, deutscher, französischer, flämisch-holländischer, polnischer, englischer und japanischer Künstler des 15. bis 20. Jahrhunderts gezeigt. Die erste Hälfte des 20. Jahrhunderts ist mit über 12.000 Werken, die zweite Hälfte mit über 21.000 Werken vertreten. 
Die Skulpturen-Sammlung enthält Werke aus verschiedenen europäischen Ländern.
Gesammelt werden auch Aquarell- und Pastell-Gemälde sowie Fotografien.

## Leiter
- Adolfas Valeška – 1940–1944
- Levas Karsavinas – 1944–1949
- Bronius Petrauskas – 1949–1950
- T. Filipaitis – 1950–1953
- Pranas Gudynas – 1953–1979
- Romualdas Budrys – 1979–2019
- Arūnas Gelūnas (* 1968), seit 2019